# ロレンツォ・スターレンス
ロレンツォ・ジュール・スターレンス（Lorenzo Jules Staelens, 1964年4月30日 - ）は、ベルギー・ラウエ出身の元サッカー選手、サッカー指導者。現役時代のポジションはディフェンダー、ミッドフィールダー。強烈なシュートを武器にキャリア通算では100ゴール超えを記録するなど、高い得点力を有していた。

## 経歴
ワールドカップに3度出場するなど、長年ベルギー代表の守備の要として活躍した。
2001年にはJ1昇格の切り札としてそれまで2年続けて勝点1差でJ1昇格を逃していた大分トリニータに完全移籍で加入 、3月17日のJ2開幕戦となった大宮アルディージャ戦でデビューを果たし、3月17日の水戸ホーリーホック戦で初ゴールも決めた。しかし昇格争いの中、家族の事情で、9月途中に退団、退団後の大分は失速してしまい、昇格を逃した。退団と同時に現役を引退した。

## 個人成績
| 国内大会個人成績 | 国内大会個人成績 | 国内大会個人成績 | 国内大会個人成績 | 国内大会個人成績 | 国内大会個人成績 | 国内大会個人成績 | 国内大会個人成績 | 国内大会個人成績 | 国内大会個人成績 | 国内大会個人成績 | 国内大会個人成績 |
| 年度             | クラブ           | 背番号           | リーグ           | リーグ戦         | リーグ戦         | リーグ杯         | リーグ杯         | オープン杯       | オープン杯       | 期間通算         | 期間通算         |
| 年度             | クラブ           | 背番号           | リーグ           | 出場             | 得点             | 出場             | 得点             | 出場             | 得点             | 出場             | 得点             |
| 日本             | 日本             | 日本             | 日本             | リーグ戦         | リーグ戦         | リーグ杯         | リーグ杯         | 天皇杯           | 天皇杯           | 期間通算         | 期間通算         |
| ---------------- | ---------------- | ---------------- | ---------------- | ---------------- | ---------------- | ---------------- | ---------------- | ---------------- | ---------------- | ---------------- | ---------------- |
| 2001             | 大分             | 4                | J2               | 26               | 2                | 0                | 0                | 0                | 0                | 26               | 2                |
| 通算             | 日本             | 日本             | J2               | 26               | 2                | 0                | 0                | 0                | 0                | 26               | 2                |
| 総通算           | 総通算           | 総通算           | 総通算           | 26               | 2                | 0                | 0                | 0                | 0                | 26               | 2                |

ベルギー・ジュピラーリーグ成績
- 通算417試合95得点

## 代表歴

### 出場大会
- ベルギー代表
  - 1990年ワールドカップイタリア大会
  - 1994年ワールドカップフランス大会
  - 1998年ワールドカップフランス大会
  - 2000年UEFA欧州選手権オランダ・ベルギー大会

### 試合数
- 国際Aマッチ 70試合 8得点（1990年-2000年）[5]

| ベルギー代表 | 国際Aマッチ | 国際Aマッチ |
| 年           | 出場        | 得点        |
| ------------ | ----------- | ----------- |
| 1990         | 3           | 0           |
| 1991         | 3           | 0           |
| 1992         | 4           | 1           |
| 1993         | 6           | 0           |
| 1994         | 11          | 0           |
| 1995         | 8           | 0           |
| 1996         | 3           | 0           |
| 1997         | 6           | 5           |
| 1998         | 8           | 0           |
| 1999         | 11          | 1           |
| 2000         | 7           | 1           |
| 通算         | 70          | 8           |